# NGC 7110
NGC 7110 est une galaxie spirale barrée située dans la constellation du Poisson austral. Sa vitesse par rapport au fond diffus cosmologique est de 5 044 ± 20 km/s, ce qui correspond à une distance de Hubble de 74,4 ± 5,2 Mpc (∼243 millions d'al). NGC 7110 a été découverte par l'astronome britannique John Herschel en 1834.
Selon Soares et ses collègues, NGC 7110 et NGC 7109 forment une paire de galaxie. La distance de Hubble de NGC 7109 est de 73,42 ± 5,19 (∼), ce qui est presque la même que celle de NGC 7110, confirmant qu'il s'agit peut-être d'une paire réelle de galaxies. Cependant, selon A. M. Garcia, NGC 7110 fait partie du groupe d'IC 5105, alors que NGC 7109 n'y figure pas. De plus, ces deux galaxies sont assez éloignées sur la sphère céleste. D'autre part, NGC 7109 figure dans l'Atlas and Catalogue of Interacting Galaxies, alors que NGC 7110 n'y est pas.

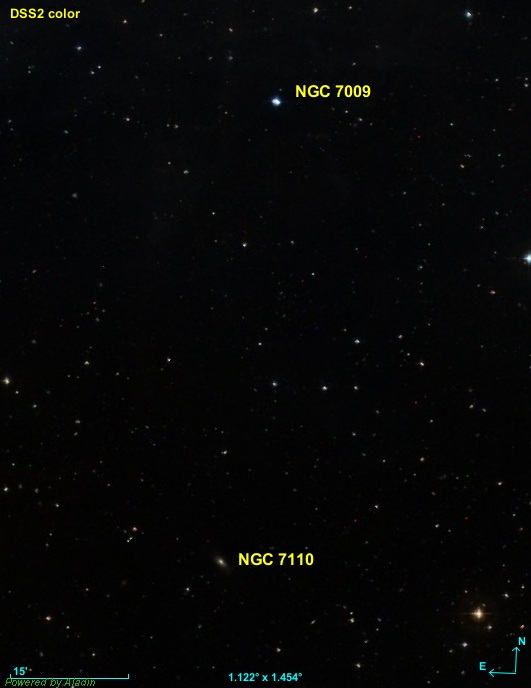
NGC 7109 et NGC 7110 sont à environ un degré l'une de l'autre.

## Groupe d'IC 5105
Selon A. M. Garcia, NGC 7110 fait partie du groupe d'IC 5105. Ce groupe de galaxies renferme au moins 19 membres. Les autres galaxies du groupe sont NGC 7057, NGC 7060, NGC 7072, NGC 7075, NGC 7087, NGC 7130, IC 5105, IC 5105A, IC 5128, IC 5139, et huit galaxies du catalogue ESO.